# Luis Manuel Díaz (Fußballspieler)
Luis Manuel Díaz (* 17. Mai 1965) ist ein ehemaliger mexikanischer Fußballspieler auf der Position des Stürmers, der inzwischen als Trainer arbeitet.

## Leben

### Spieler
Díaz verbrachte seine Profikarriere beim Club Deportivo Guadalajara, für dessen erste Mannschaft er zwischen 1983 und 1990 spielte und mit dem er in der Saison 1986/87 den Meistertitel gewann.
Sein Debüt in der mexikanischen Primera División gab er am 30. November 1983 beim Auswärtsspiel Guadalajaras gegen die UNAM Pumas, das 1:1 endete.
Obwohl Díaz eigentlich als Stürmer agierte, absolvierte er in der Saison 1987/88 die meisten Spiele als Verteidiger und erzielte in sieben Erstligaspielzeiten insgesamt nur drei Tore. Diese gelangen ihm allesamt in der Saison 1988/89, wo er in den Heimspielen gegen Necaxa (3:2), Atlante (2:1) und Santos Laguna (5:2) erfolgreich war. Dennoch waren diese drei Treffer zu wenig für einen Stürmer, der in jener Saison 23 Spiele absolviert hatte. Seine letzten Erstligaspiele absolvierte er in der Saison 1989/90, in der er es nur noch auf vier Einsätze brachte. Sein letztes Erstligaspiel fand am 18. Februar 1990 gegen die UANL Tigres (2:1) statt. Ein Torerfolg auf internationaler Ebene gelang ihm bereits am 8. April 1984 in einem Spiel des CONCACAF Champions’ Cup beim CD Águila, das mit 4:2 gewonnen wurde.

### Trainer
Nach seiner aktiven Sportlerkarriere begann Díaz eine Tätigkeit als Trainer, wo er zunächst im Nachwuchsbereich seines Exvereins CD Guadalajara arbeitete. Anfang 2006 stieg er zum Assistenztrainer der ersten Männermannschaft auf und arbeitete zunächst als Assistent des Niederländers Hans Westerhof sowie anschließend von José Manuel de la Torre, an dessen Seite er den Meistertitel der Apertura 2006 gewann und Efraín Flores, dessen Assistent er bis zum Jahresende 2008 war, als Chivas-Eigner Jorge Vergara ihn zum US-Filialteam CD Chivas USA delegierte, wo Díaz in den ersten Monaten des Jahres 2009 ebenfalls als Assistenztrainer tätig war. Im Juni 2009 kehrte er nach Guadalajara zurück, um das in der zweiten Liga spielende Chivas-Farmteam CD Tapatío zu übernehmen und arbeitete erneut als Assistenztrainer von Chivas Guadalajara. Mit der Entlassung des vorherigen Cheftrainers Francisco Ramírez wurde Díaz im September 2009 vorübergehend zum neuen Chefcoach befördert und war in dieser Rolle erstmals im Heimspiel am neunten Spieltag der Apertura 2009 gegen die Jaguares de Chiapas im Einsatz. Obwohl die Mannschaft unter seiner Regie erfolgreich agierte (dem 1:0-Sieg gegen die Jaguares am 19. September folgte ein 1:1 bei den Pumas am 27. September sowie ein weiterer 1:0-Erfolg gegen die Rayados de Monterrey am 3. Oktober 2009), wurde er bereits nach drei Spielen von seinem Posten als Cheftrainer enthoben, weil die Mannschaft angeblich unter Disziplinlosigkeit litt. Seither war sein Verhältnis zum Vereinsboss Vergara zerrüttet, so dass Díaz den Club verließ und im Juli 2010 beim Lokalrivalen Estudiantes Tecos anheuerte, wo er seither als sportlicher Koordinator für den Nachwuchsbereich verantwortlich ist.
Als die Estudiantes sich Anfang September 2010 von ihrem Chefcoach Miguel Herrara trennten, wurde Alvaro Galindo Interimstrainer der ersten Mannschaft und Díaz sein Assistent.

## Erfolge

### Spieler
- Mexikanischer Meister: 1986/87

### Trainer
- Mexikanischer Meister: Apertura 2006 (als Assistenztrainer)